# Agaricus excellens
Agaricus excellens es un raro hongo del género Agaricus. Es una especie nativa de Europa.

## Descripción

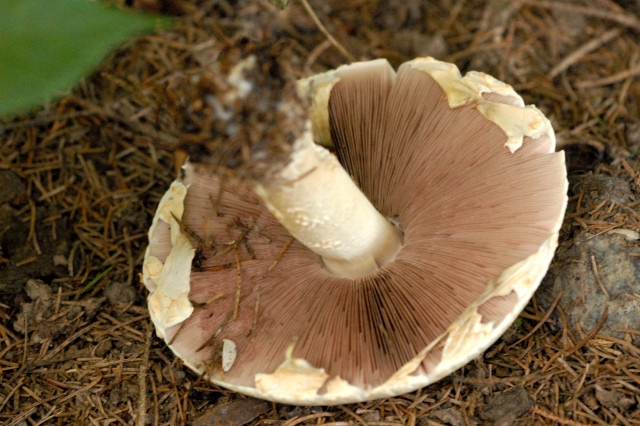
Una foto de la especie A. excellens.

Píleo: es de color amarillo blanquecino. Tiene de 10 a 15 cm de diámetro, es convexo y un poco aplanado, con coloración ligeramente amarillenta en el centro, sobre todo al envejecer, está densamente cubierto de pequeñas escamas fibrosas del mismo color.
Estipe: el tallo es de 100-140 x 20-35 mm, color blanco, el anillo es grueso y blanco. La parte inferior es escamosa o fibrilar.
Láminas son de color rosa pálido.
Las esporas y características microscópicas: tiene esporas de color negro violáceo. Las esporas son elípticas, miden de 9-12 x 5-7μ.
La carne y el olor: la carne de la tapa es de color blanco-rojizo. Tiene un sabor dulce, huele un poco a anís y almendras.

## Hábitat
Normalmente se encuentra en los bosques de coníferas y caducifolios, crece durante el otoño y en verano entre la hierba de bosques abiertos, especialmente abetos. Se encuentra típicamente en altitudes de entre 0 a 914 metros (0 a 2.999 pies).